# ایچی ناکامورا (ورزشکار)
ایچی ناکامورا (انگلیسی: Eiichi Nakamura; ۱۹۰۹ – ۲۷ مهٔ ۱۹۴۵) بازیکن هاکی روی چمن اهل ژاپن بود.